# Raftagölen
Raftagölen är en sjö i Vaggeryds kommun i Småland och ingår i Lagans huvudavrinningsområde. Sjön är 3,9 meter djup, har en yta på 0,027 kvadratkilometer och befinner sig 170 meter över havet.